# シフトレバー

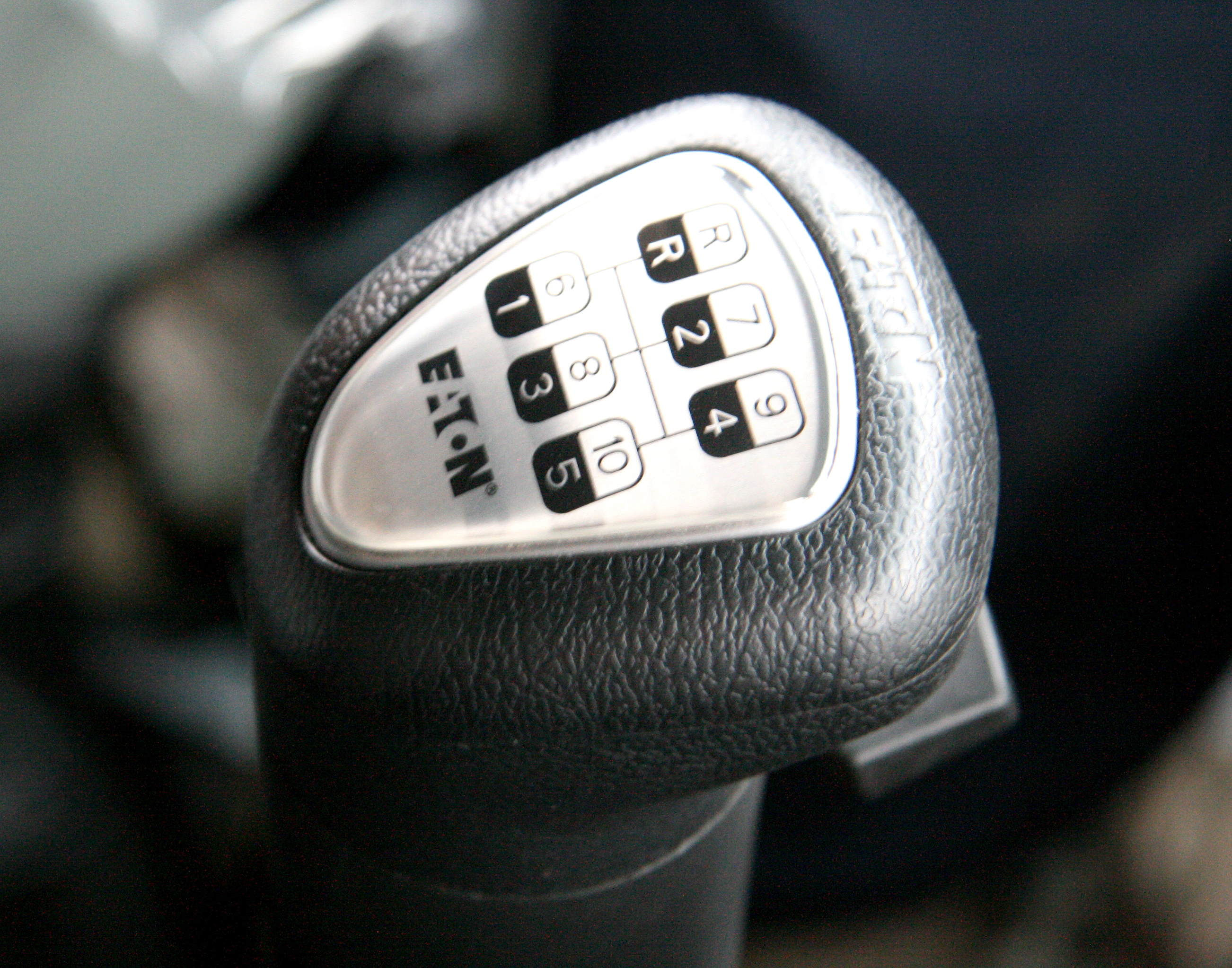
MT用シフトレバーの一例

シフトレバー（アメリカ英語: gear shift, stick shift イギリス英語: gear lever, gear stick）は自動車やオートバイの運転装置の1つで、マニュアルトランスミッション(MT)の歯車の組み合わせを切り替える操作レバーである。チェンジレバー、変速レバー、ギアレバーなどとも呼ばれる。オートマチックトランスミッション(AT)の場合はセレクターあるいはセレクトレバーと呼ばれるが、本項ではこれらも含めて述べる。
自転車の変速機を操作するシフトレバーについては変速機 (自転車)#シフターを参照。 

## 概要
典型的な自動車のマニュアルトランスミッションは、スリーブやスライディングギアと呼ばれる部品を歯車軸の軸方向にスライドさせて歯車と噛み合わせ、歯車と軸の回転速度を同期させる。シフトレバーはスリーブ等を動かすための操作レバーである。レバーを前後左右に動かす「Hパターン」と呼ばれる操作の場合は、左右の動作で動かすスリーブを選び、前後の動作でロッドとシフトフォークを介してスリーブを動かす。オートバイなどで広く普及している「リターン式」あるいは「シーケンシャルパターン」ではレバーを動かすことで円筒カムを所定の回転角度で回転させ、従動軸を介してスライディングギアやスリーブを動かす。シフトレバーとトランスミッションの位置関係が遠い場合にはコントロールケーブルやリンク機構を介してレバー操作がトランスミッションに伝達されるが基本原理は変わらない。大型車やレース車両などにおいては、シフトレバーやスイッチの操作に応じて、圧搾空気の圧力や吸気負圧、ソレノイドを利用したアクチュエーターがスリーブやスライディングギアを動かす機構が採用される場合もある。
オートマチックトランスミッションは、油圧回路を切り替える機構を、セレクトレバーによって直接的に操作する方式が古くから用いられてきたが、電子制御の発達とともにコントロールスイッチに送る電気信号を切り替えるスイッチとしての機能に変化した。これによりレバーを廃して、押しボタン式としたり、ダイヤルスイッチとする例もある。セレクトレバーには、不用意な操作で前進走行中にRレンジに切り替わったり、駐車中にDレンジやRレンジに切り替わったりといった誤操作を防ぐロック機構が設けられている。グリップ部にはロック機構を解除する押しボタンが設けられていて、誤操作が危険な操作に対してはボタン押しながらレバーを操作しなくてはレバーが動かないようになっている。あるいはロック解除ボタンを用いずに、レバーの動きを矩形に制限して直線的には動かないようにすることで誤操作を抑制する場合もある。

## 配置区分
シフトレバーが取り付けられた部位に応じて、フロア配置のフロアシフト、インパネ（インストゥルメントパネル：計器盤）配置のインパネシフト、ステアリングコラム配置のコラムシフトの3種に大別される。

### フロアシフト
フロアシフトは現在最も一般的なタイプで、乗用車では軽自動車から高級セダンはもとより、スポーツカーやスーパーカーにまで幅広く使われている。商用車でも車両の大きさに関わらず依然として採用例が多い。ほとんどの車種で車体中心線近くに配置されるが、右ハンドルの右手側、すなわちドアシルに配置されるものもある。

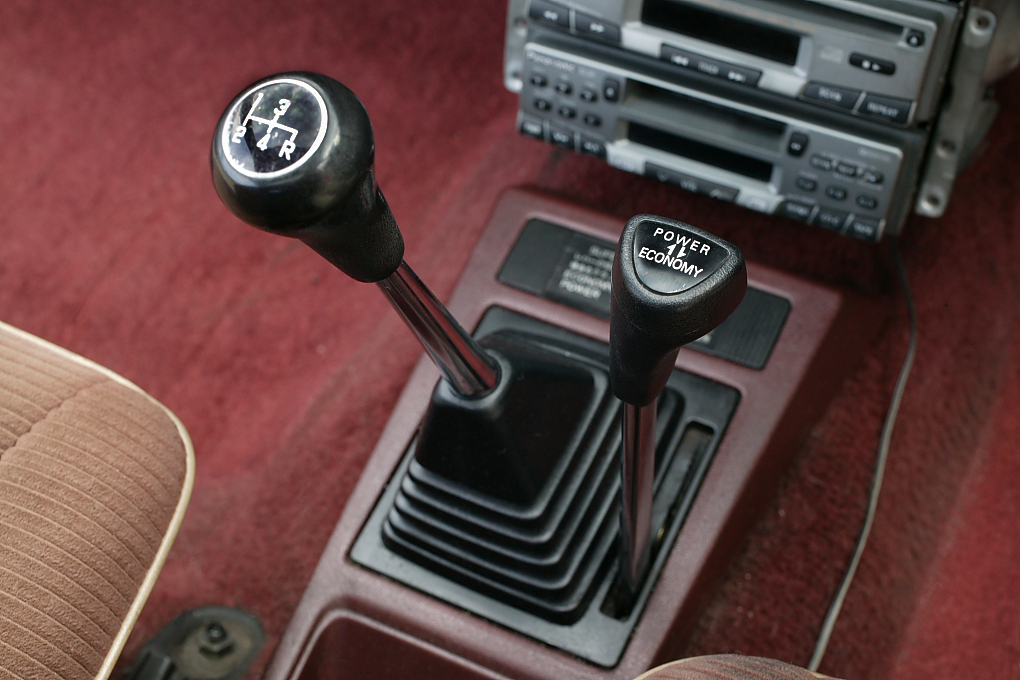
MTフロアシフト 三菱・コルディア 副変速レバー付き
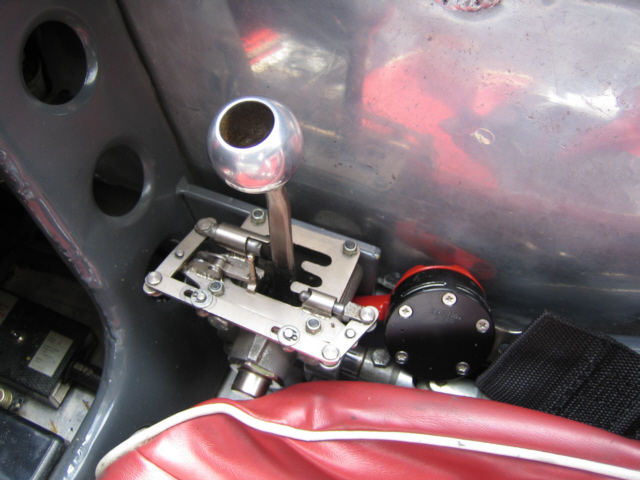
単座競技車両での右手操作の例 ロータス・18
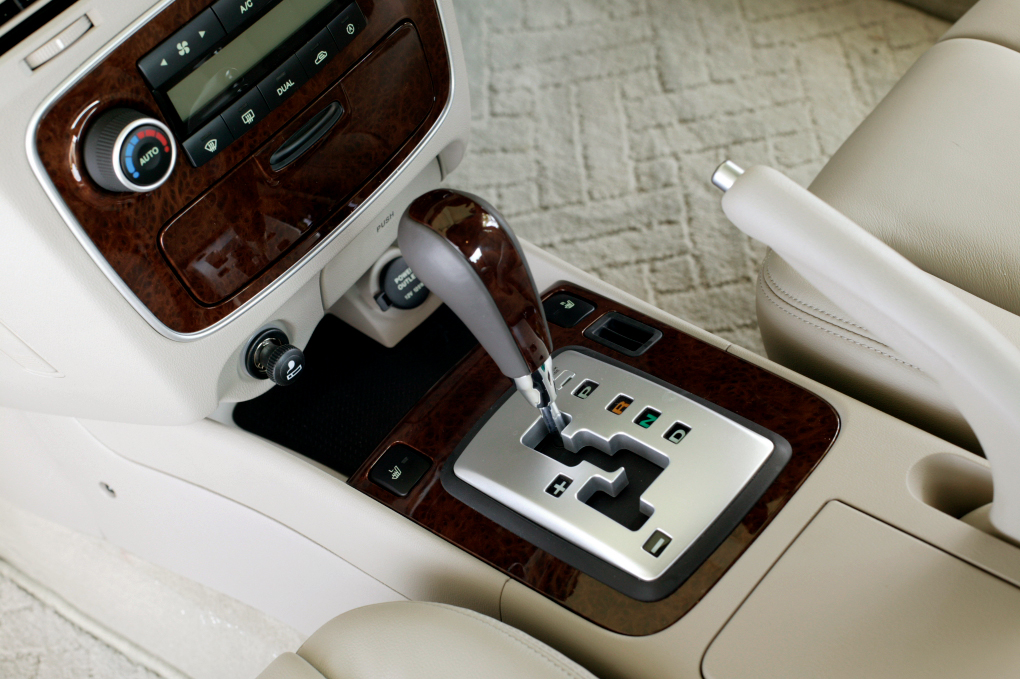
ATフロアセレクター ヒュンダイ・ソナタ ティップシフト用（±）ゲート付き
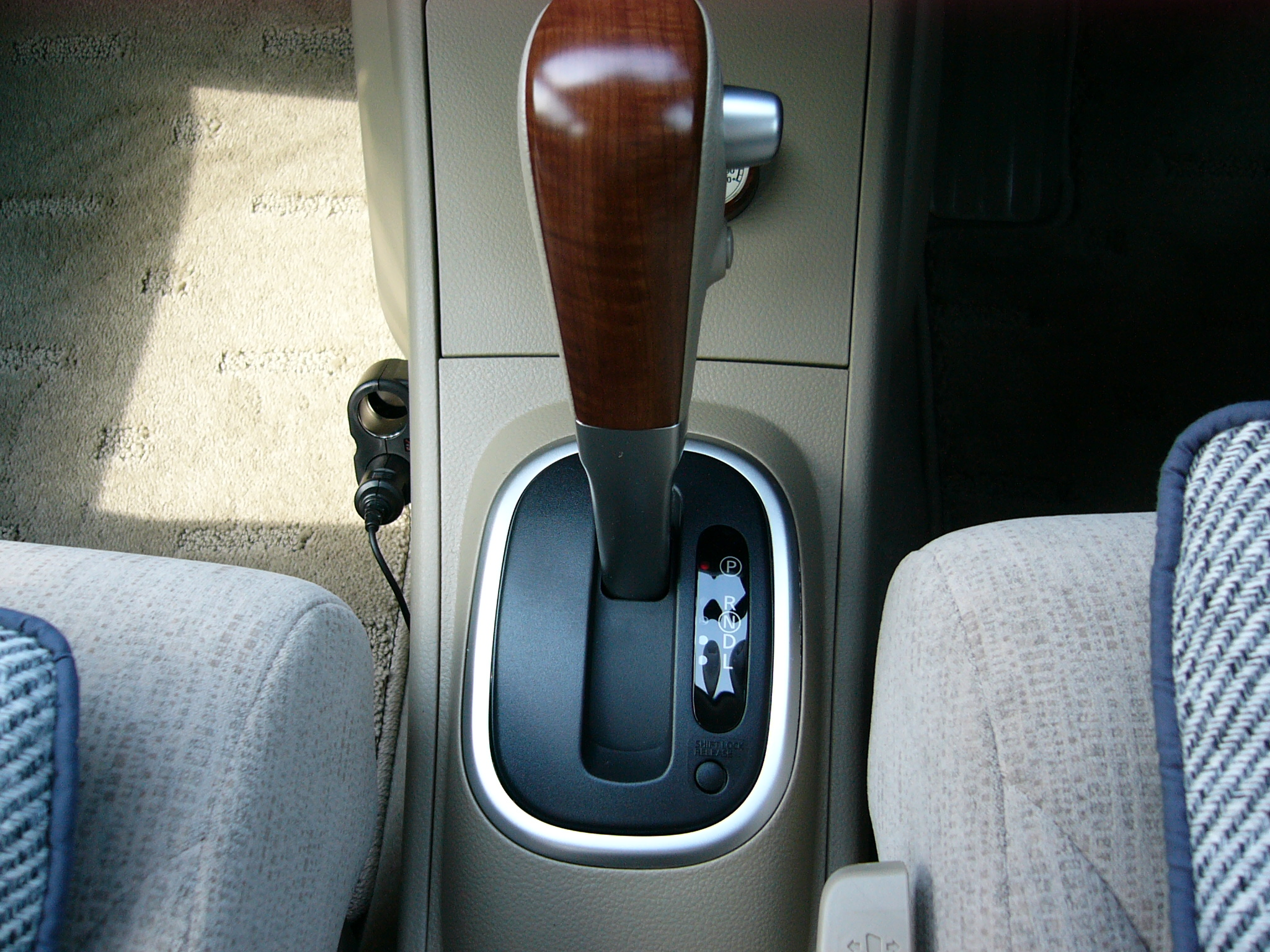
CVTフロアセレクター 日産・ティーダラティオ

### インパネシフト
シフトレバーがステアリング・ホイール（ハンドル）に近いところにある。コントロールケーブルによりレバー配置の自由度が高くなり、フロアシフトとコラムシフトの中間的手法として用いられる。ミニバンやバンにおいて、マニュアルシフトとウォークスルーを両立するレイアウトとして採用されているほか、一般的な乗用車にも使われるようになっている。
古い車種ではシトロエンのトラクシオン・アバンや2CV、ルノー・4などに例がある。トラクシオン・アバンと4は縦置きされたエンジンの前方にトランスミッションが配置されており、トランスミッションの真上に高く立てられたレバーに、エンジンとの干渉を避ける位置まで高められた水平のロッドを組み合わせており、水平ロッドの高さがダッシュボード付近になっている。2CVのトランスミッションはエンジンの後ろ側であるが、インパネシフトの採用でコラムシフトに比べてコントロールロッドはかなり単純化されている。日本車では、古くはホンダ・N360の例のみであったが、2000年代以降は欧州向けとレイアウトを共通化した車種から普及し始め、軽自動車やミニバンでもコラムシフトからの変更が進み、キャブオーバータイプの商用車にも広まっている。

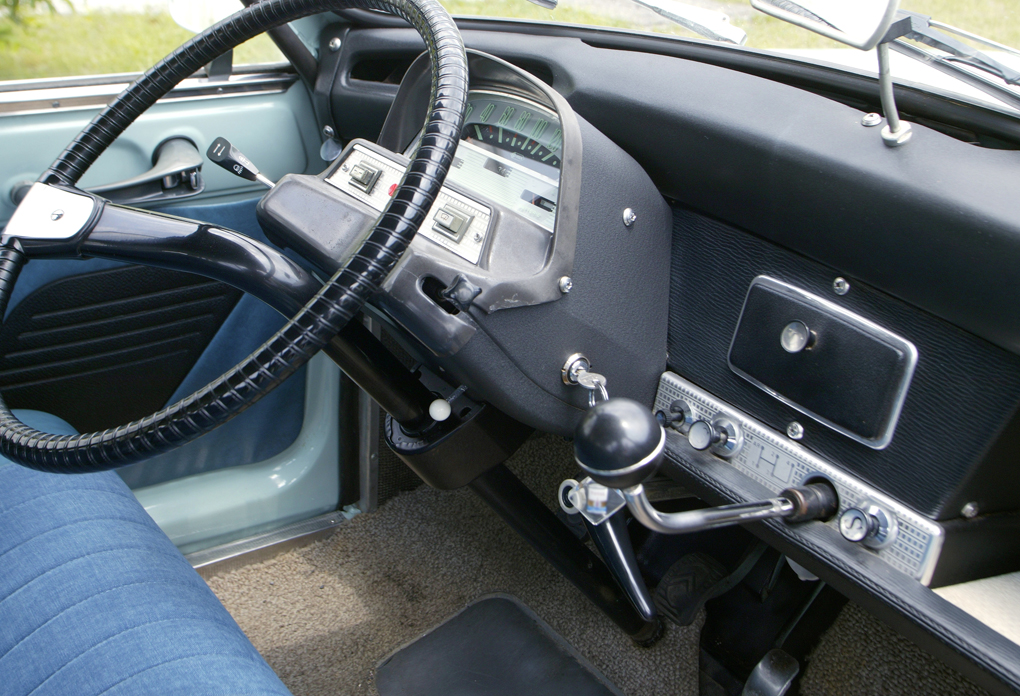
MTインパネシフト シトロエン・アミ
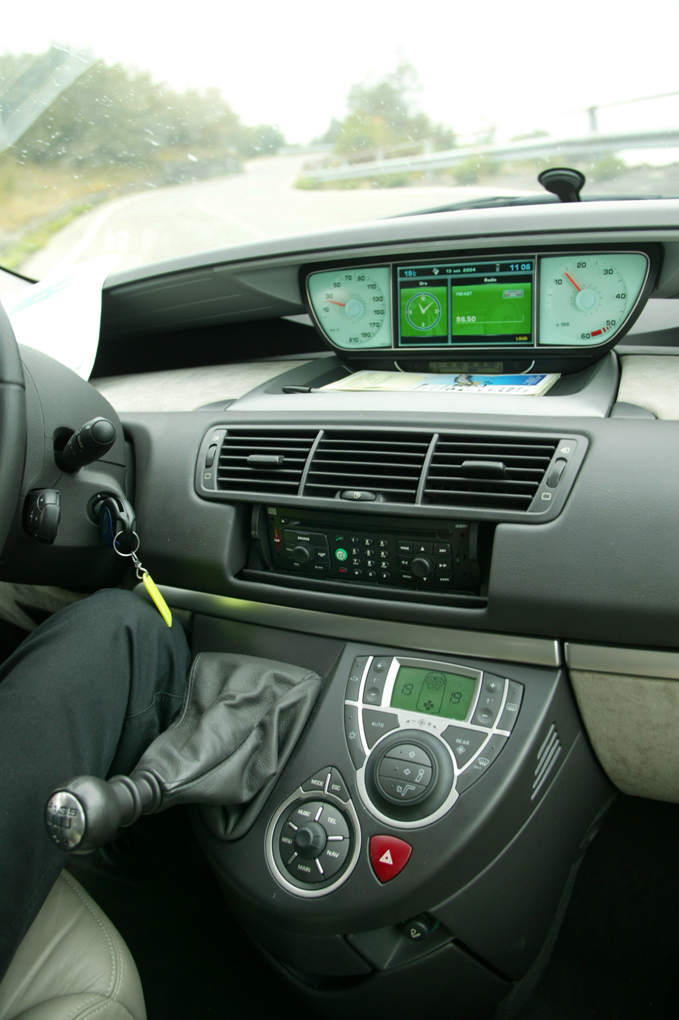
MTインパネシフト フィアット・ウリッセ 04モデル
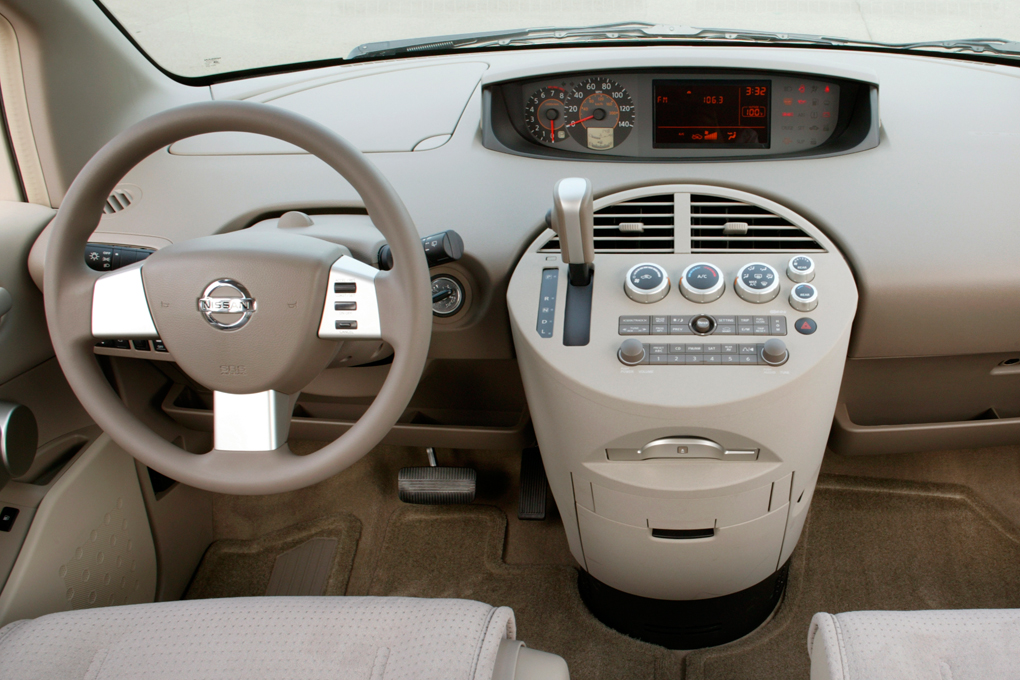
ATインパネセレクター 日産・クエスト 05モデル
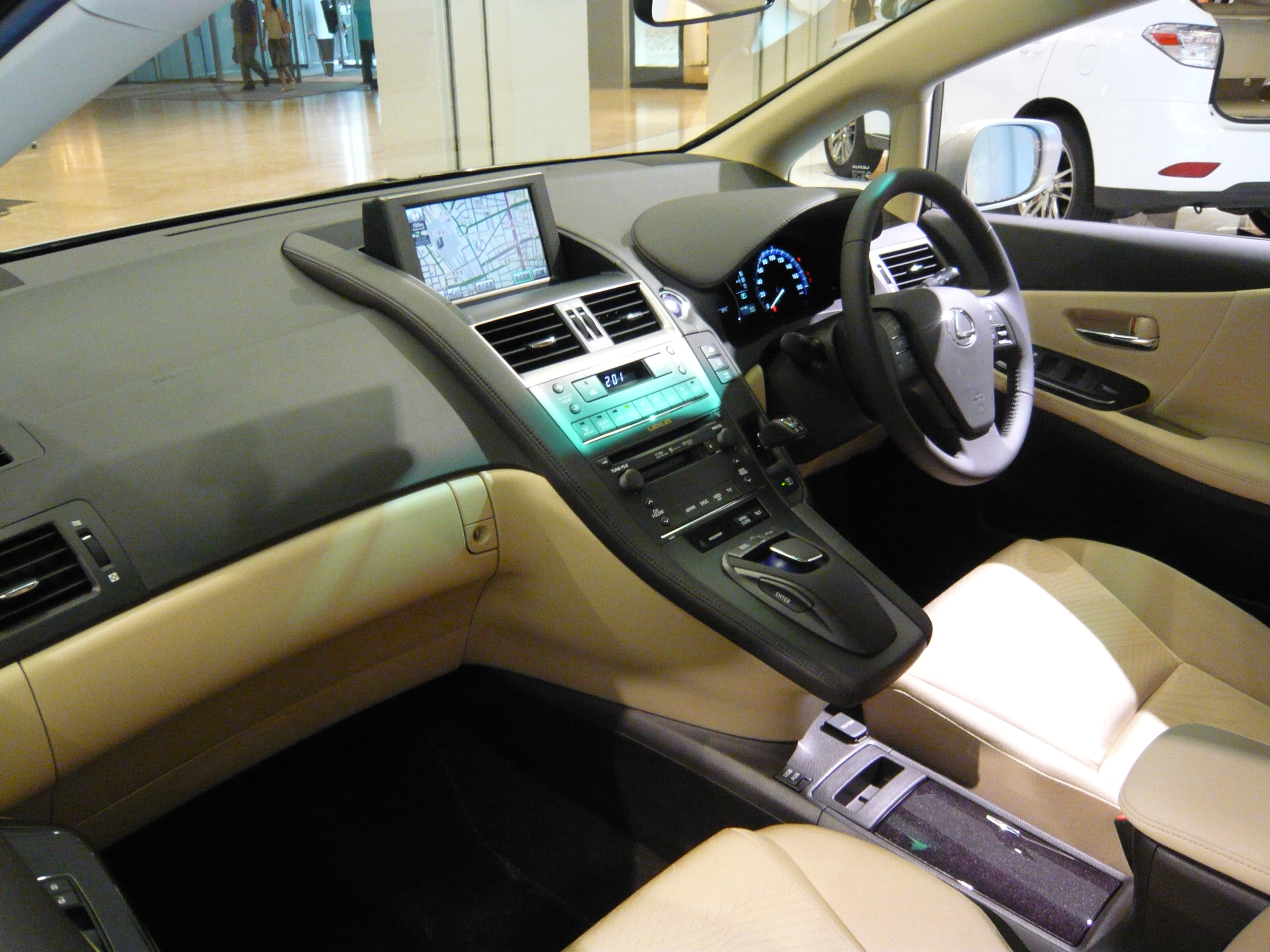
非常に小さいセレクターレバーを採用した例 レクサス・HS
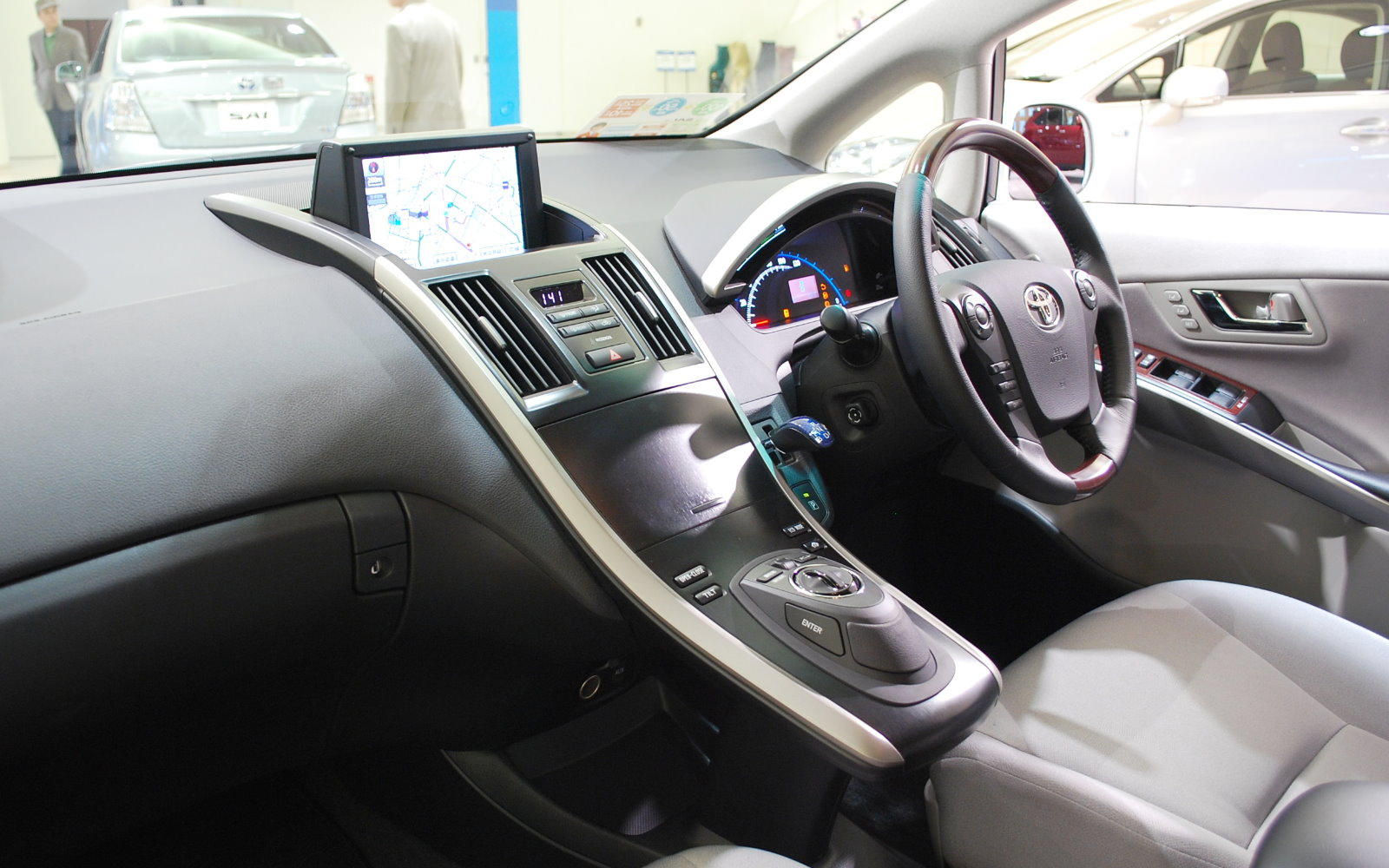
レクサス・HSの姉妹車トヨタ・SAIのレバー
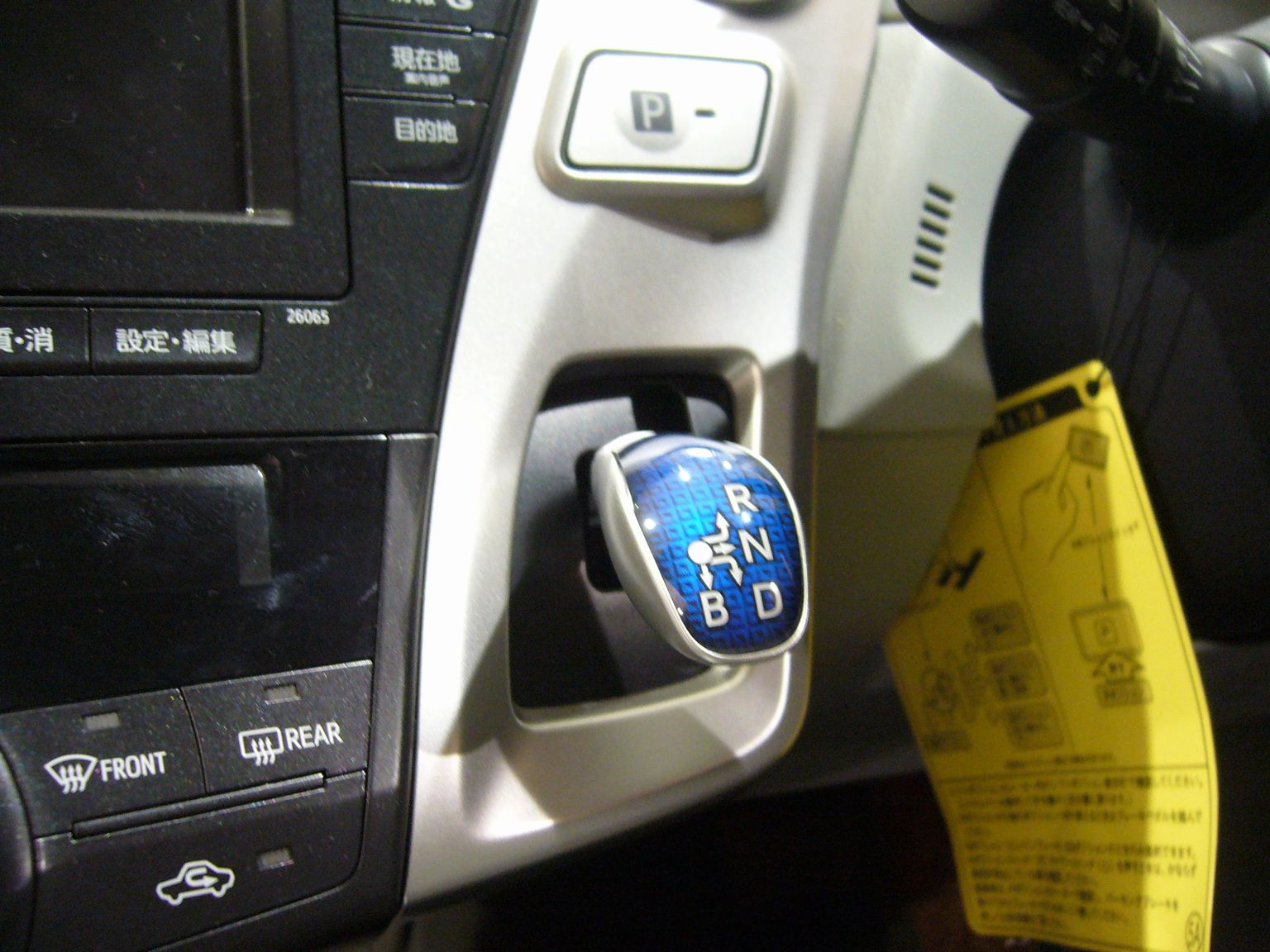
トヨタ・プリウスαのセレクターレバー
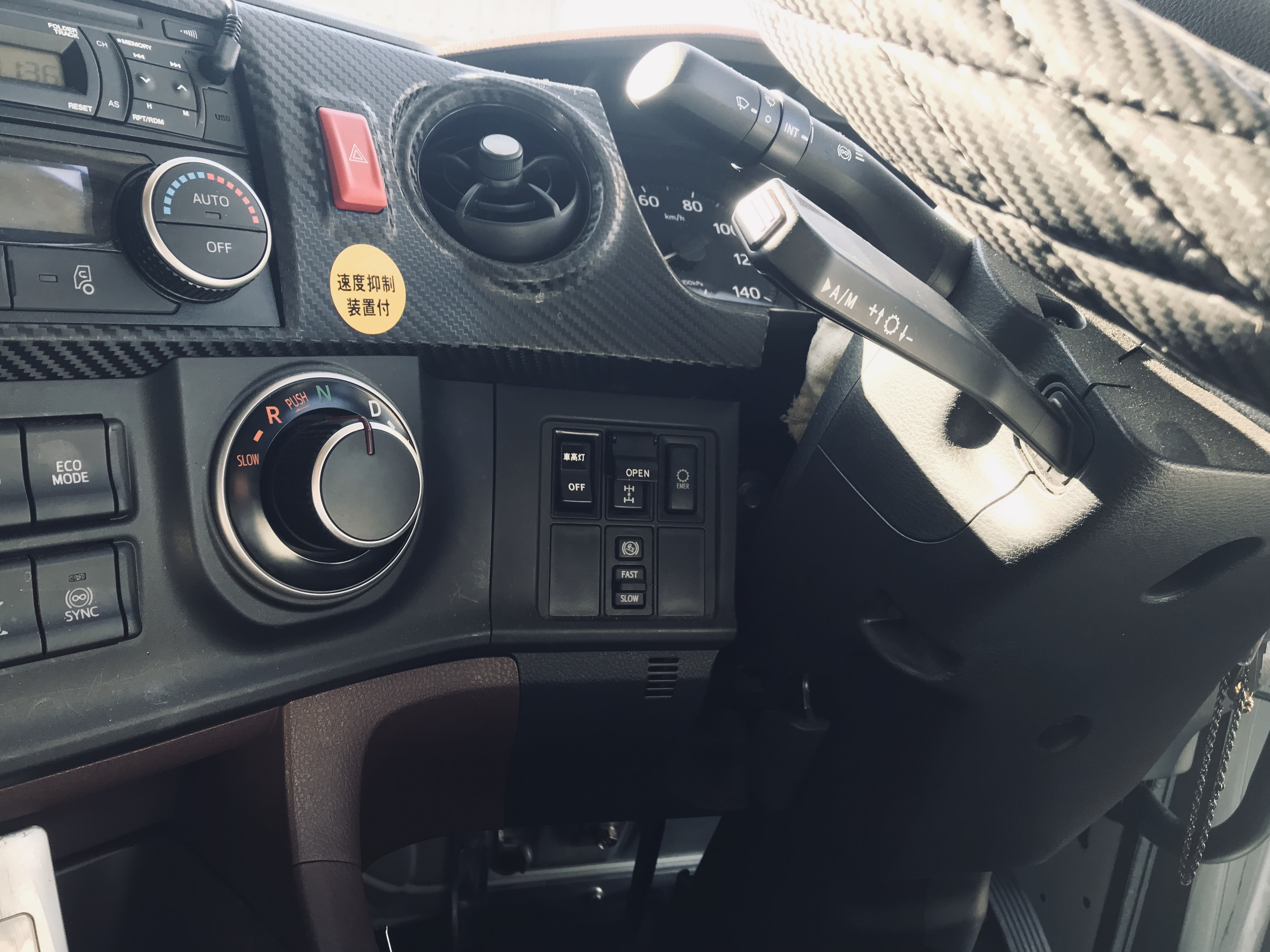
日野・プロフィア ProShift12 ギヤセレクター 右手前側がシーケンシャルレバー
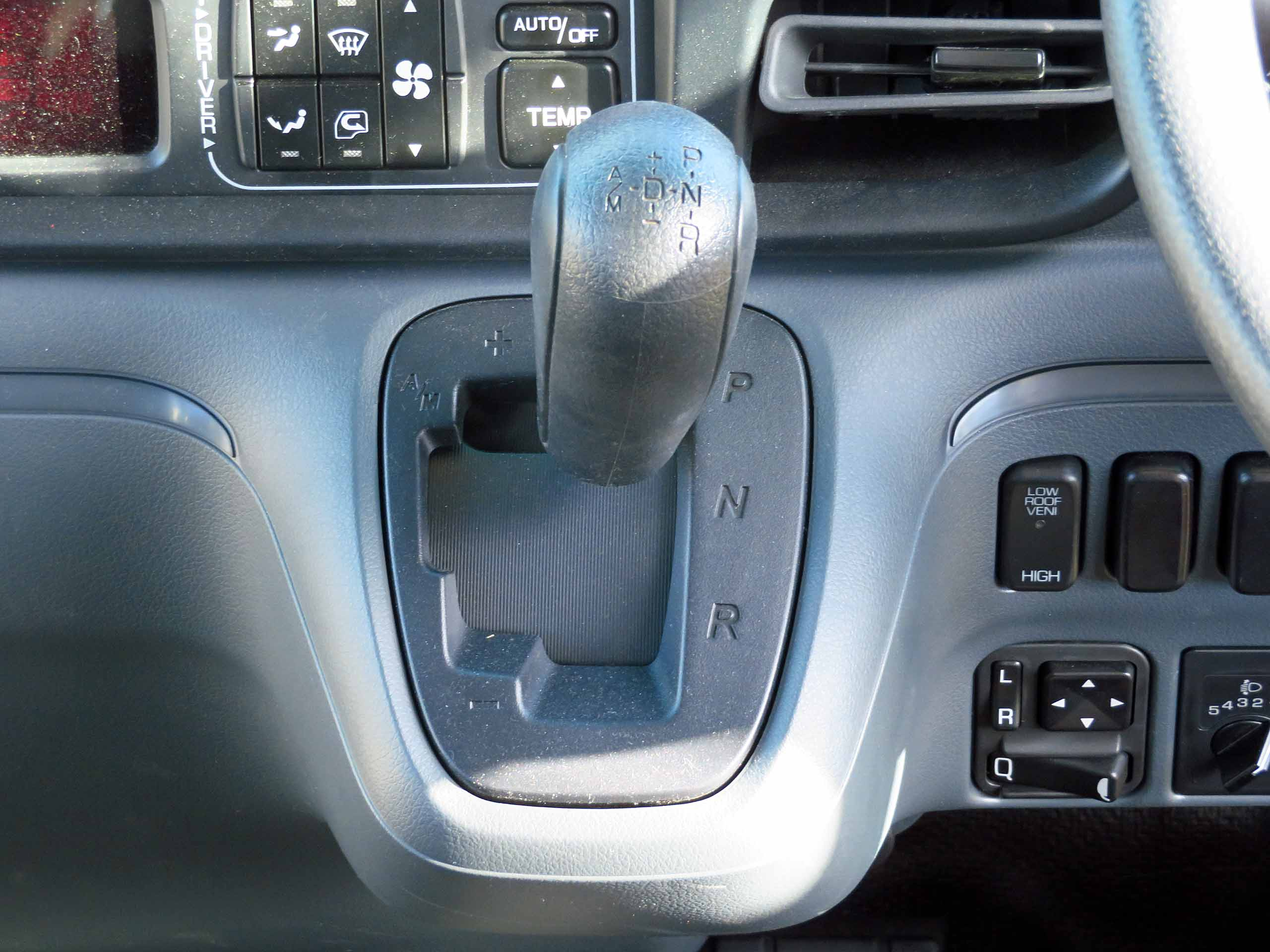
三菱ふそう・ローザのDUONICシフトレバー

### コラムシフト
コラムシフトは、前席にベンチシートを採用して3人掛けとした車種や軽トールワゴン、運転席と助手席の間を後席への通路とした車種などで採用される。マニュアルトランスミッションのコラムシフトはリモートコントロール式とも呼ばれ、シフトパターンは上下がシフト、前後がセレクトのHパターンがほとんどである。トランスミッションとの間に多くの機構が介在するため、節度感や剛性感に欠け、摺動抵抗により操作力も大きく、リンク機構の連結部に設けられた「遊び」が積み重なって、シフトノブの移動距離（ドライバーの操作量）が大きくなる。横置きトランスミッションを採用する車種の増加に伴い、シフト/セレクトレバーの位置に関わらずコントロールにはケーブルが使われるようになっているため、上記のような欠点は解消されているが、新規の市販車においてマニュアルトランスミッションとコラムシフトの組み合わせはすでに見られなくなっている。
マニュアルトランスミッション用のコラムシフトはかつては乗用車から貨物車に至るまで幅広く採用され、1950年代にはスポーツカーにまで採用される事例もあったが、1960年代以降のMT多段化傾向で実用面の欠点が顕著になり、次第にフロアシフトに取って代わられ、タクシーなどの前席3人掛けが必要な車種に残るのみとなっている。
競技専用車ではシーケンシャルマニュアルトランスミッションとの組み合わせが見られるが、変速操作は前後方向のみである。
オートマチックトランスミッションのコラムセレクターはアメリカ製SUVやミニバンに採用例が多い。日本では1990年代以降ミニバンや商用車、軽自動車に普及したが、近年はインパネセレクターへの移行が完了している。

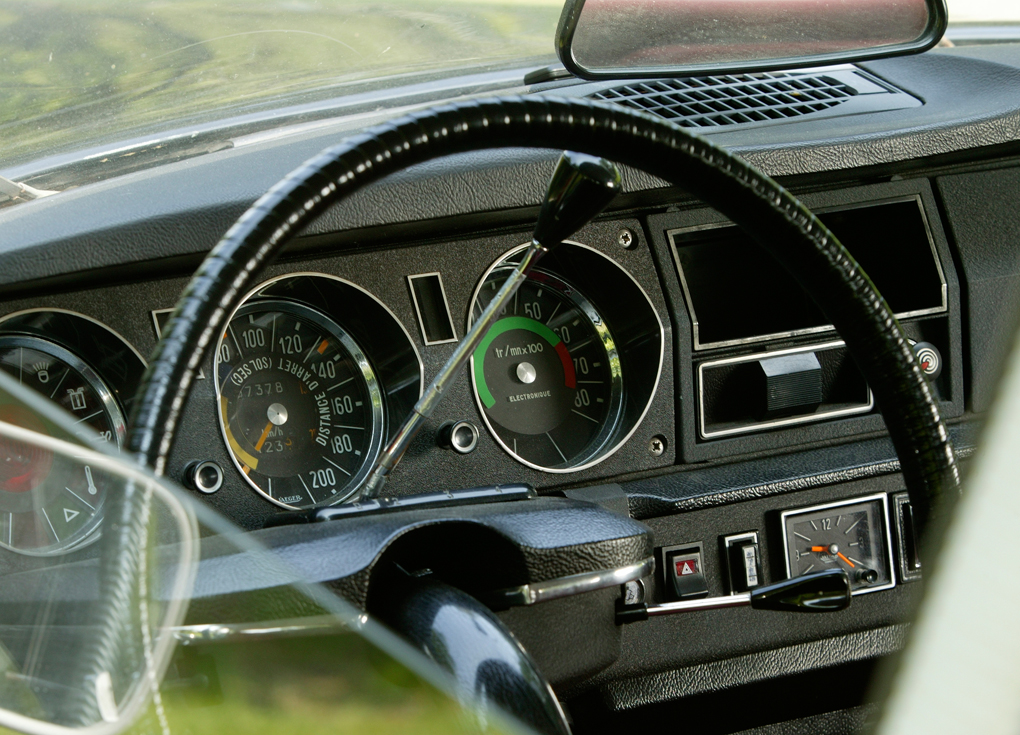
セミATコラムシフト シトロエン・DS セレクターをステアリングコラム上面に配した希少例
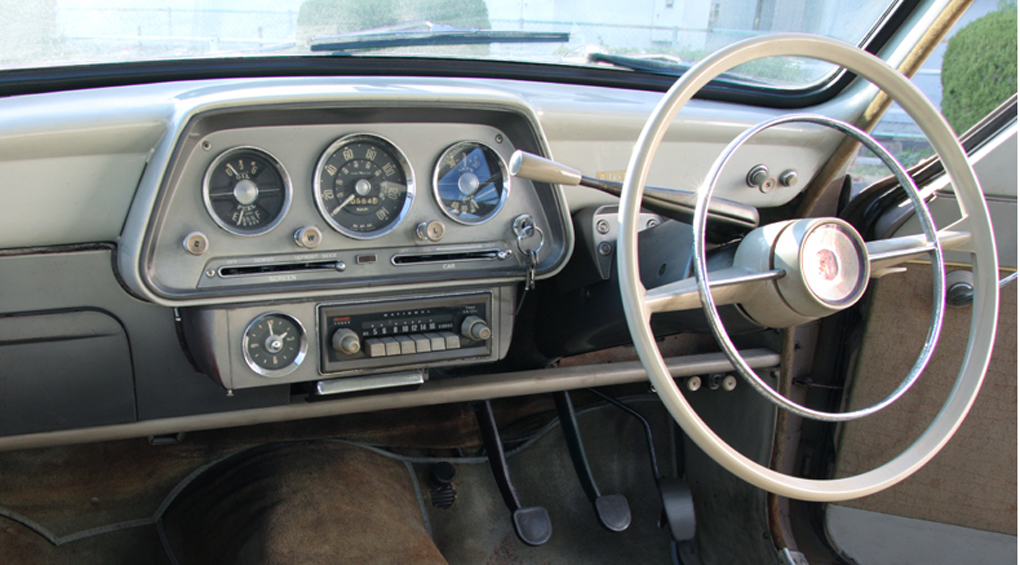
MTコラムシフト いすゞ・ヒルマンミンクス ステアリングコラムの車体中心側にシフトレバーを持つオーソドックスなレイアウト
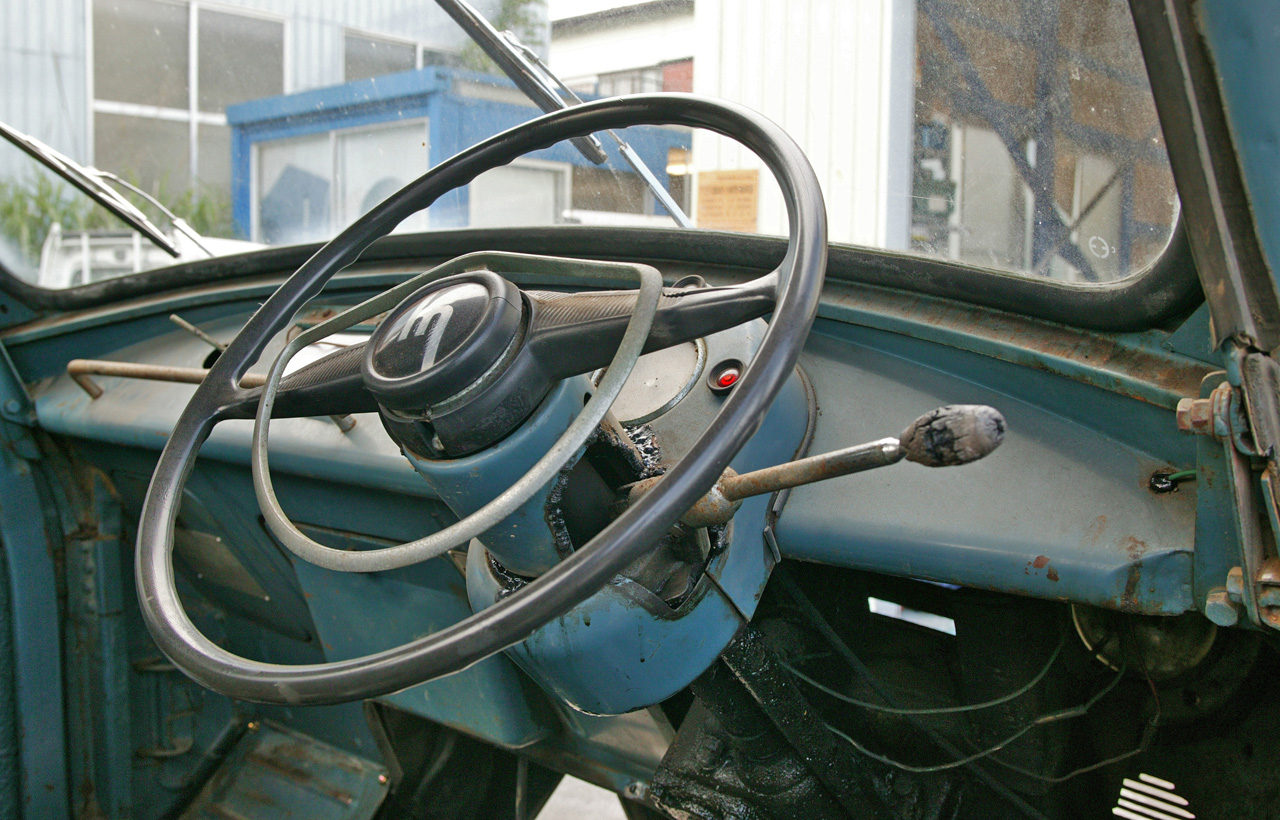
MTコラムシフト マツダ・T1500 狭いキャブ幅で3人乗りを可能とするため右ハンドルながら右手操作となった
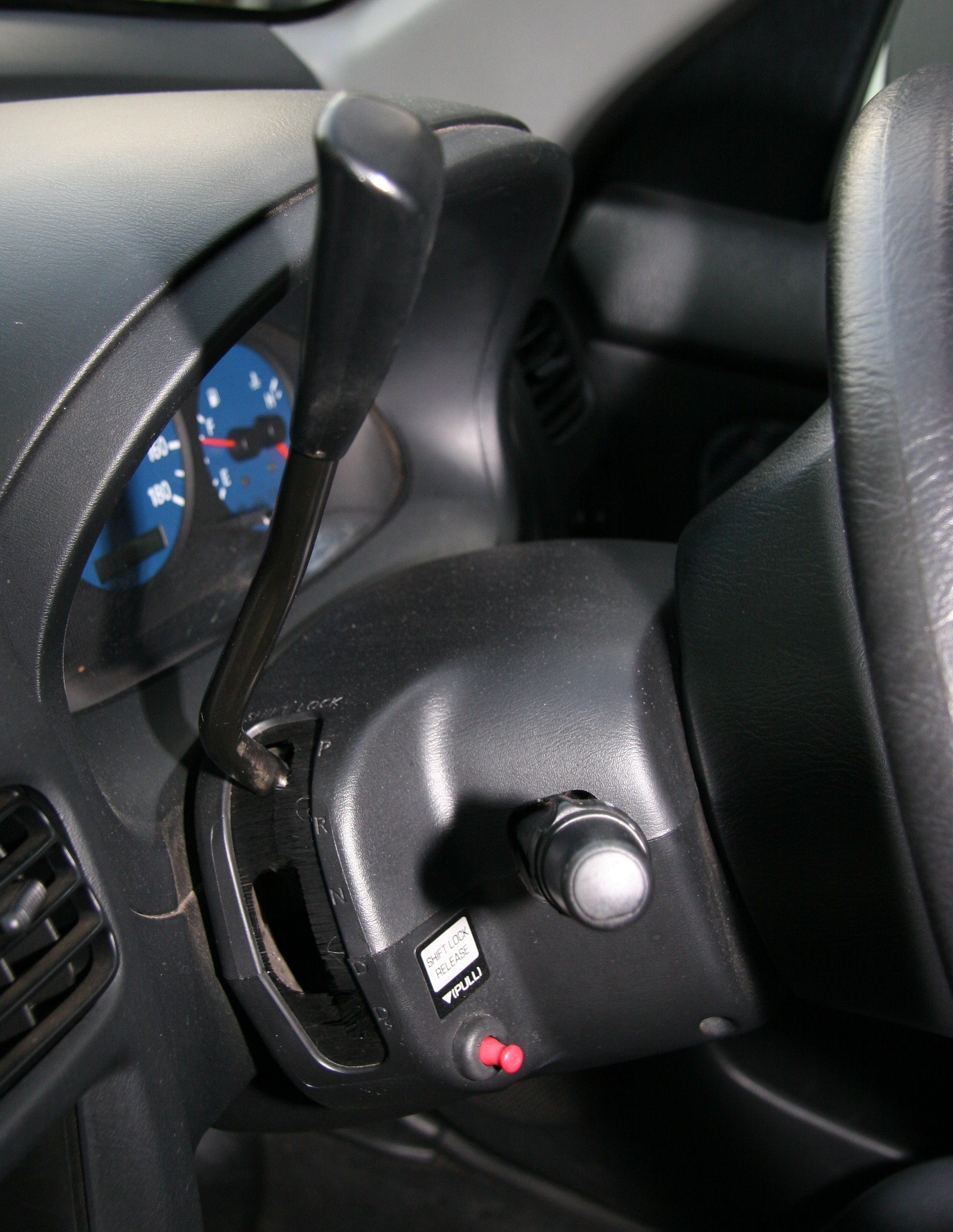
CVTコラムセレクター Z10型日産・キューブ
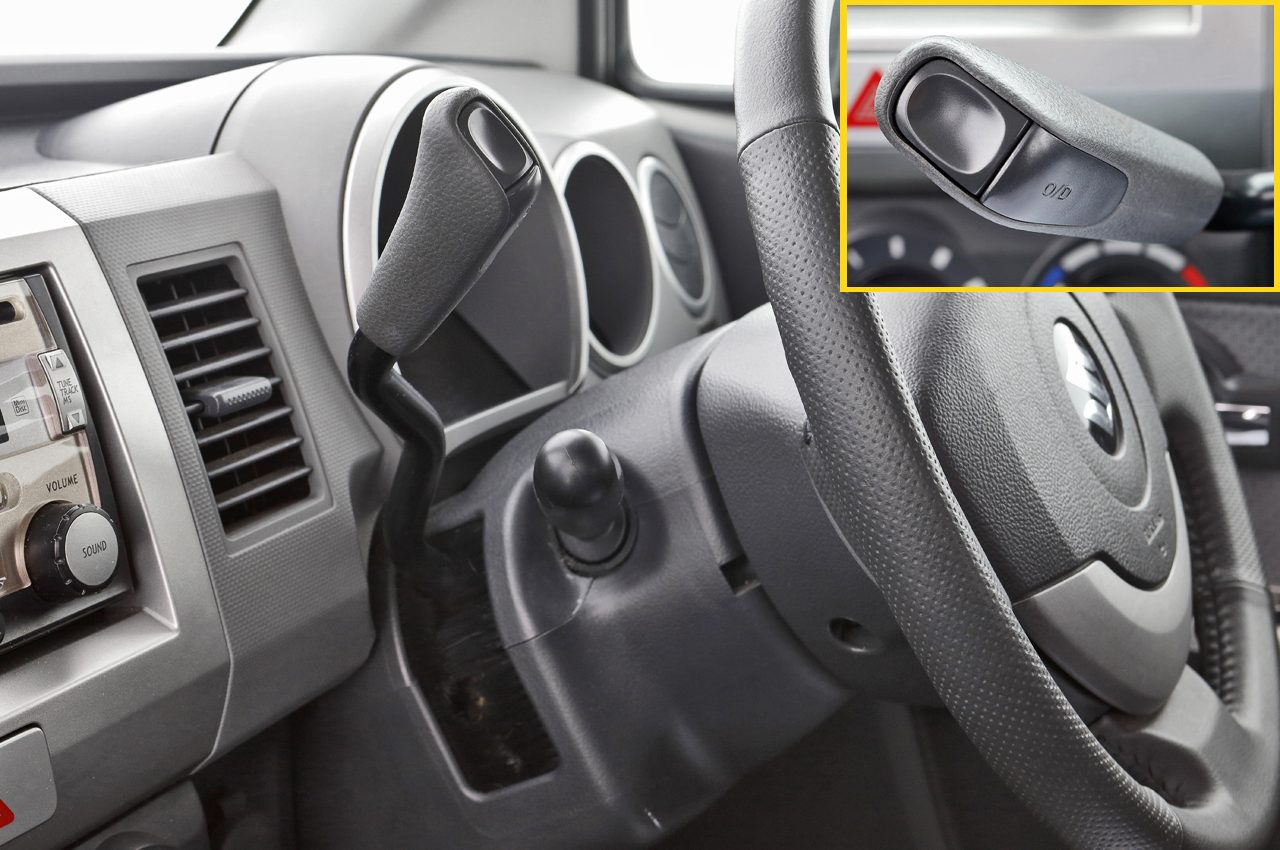
オーバードライブ付き4速オートマチック MH21S型スズキ・ワゴンR シフトレバーの先端にオーバードライブスイッチを設置
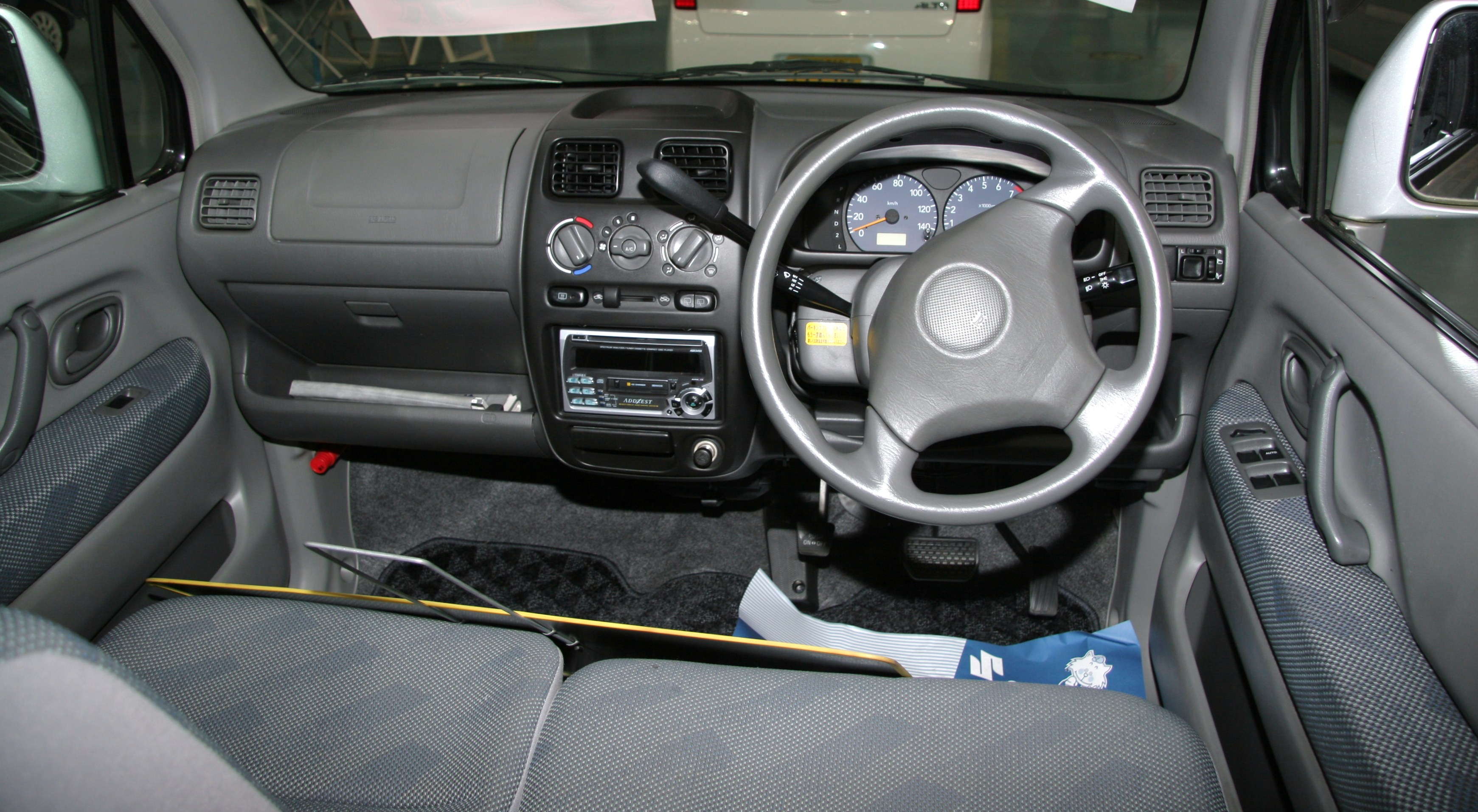
｢ベンコラ｣の例｡｢ベンコラ｣を成立させるため、パーキングブレーキも足踏み式となっている｡ MC系ワゴンR｡

### パドルシフト
機械的な機構でトランスミッションを直接的に操作せず、電気的に制御されたアクチュエータで変速を行う場合、ステアリングホイールから手を離さずにギアチェンジが可能なスイッチが採用される場合がある。
この場合、ステアリングスポーク自体にシフトアップ/ダウンのスイッチが装備される場合も多いが、特に、運転手から見てステアリングの奥に板状のレバーが設けられるものは、カヌーを漕ぐパドルに似た形状であることからパドルシフトと呼ばれる。
通常のセレクターレバーを廃止してダイヤルやボタン式のATセレクターと併用することが多いが、利便性のためフロアやインパネにレバーを残す車、または逆にAT車の付加価値として装備する車両もある。
パドルシフトの採用例

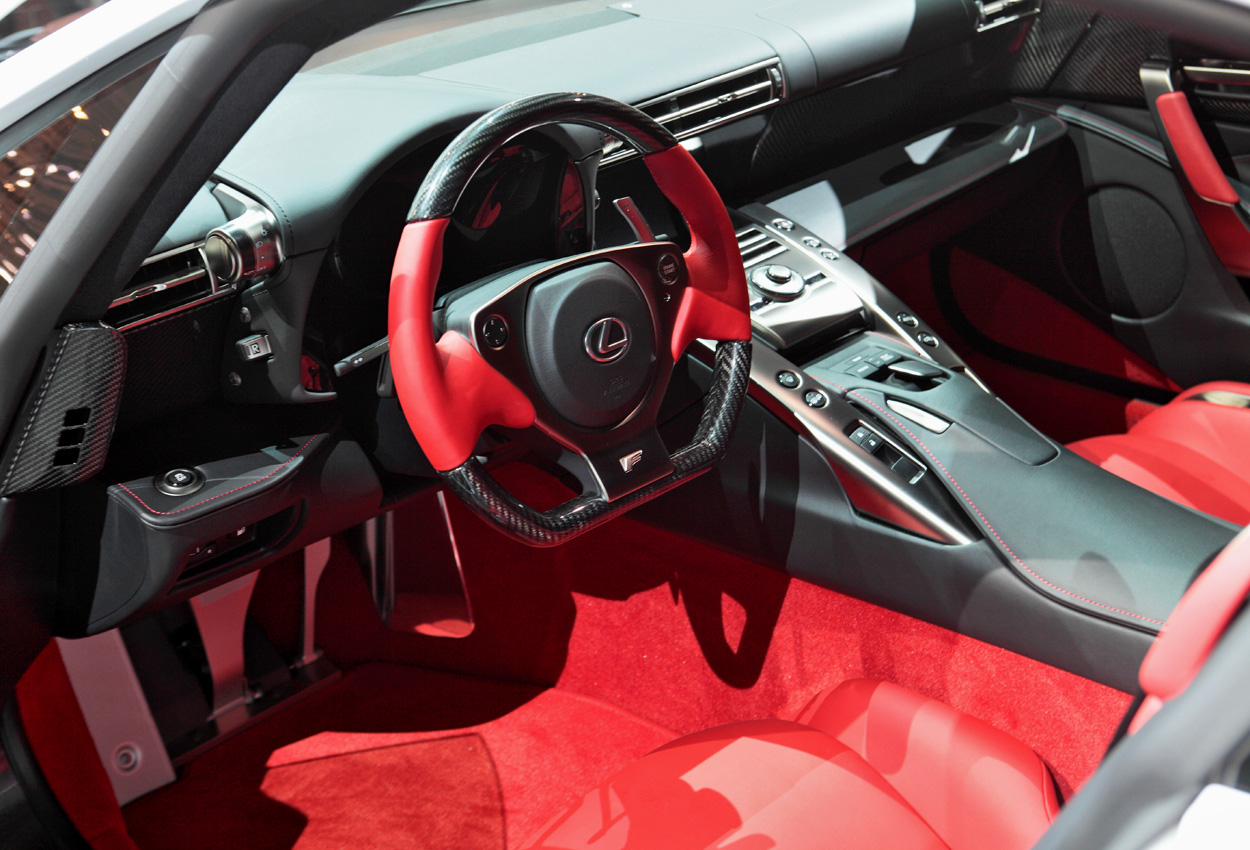
レクサス・LFA（通常のレバー無し）
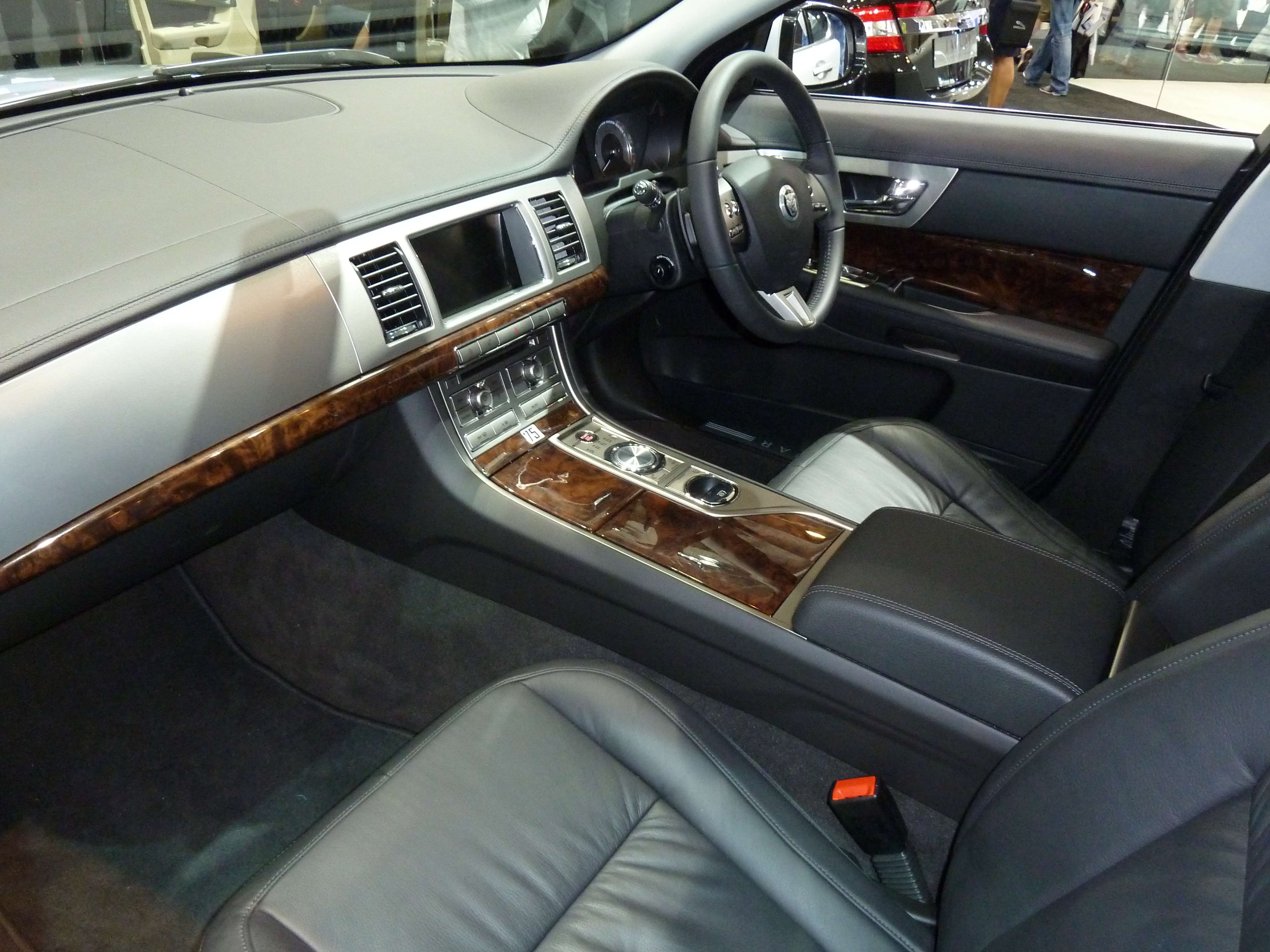
ジャガー・XF（ダイヤル式のATセレクター）
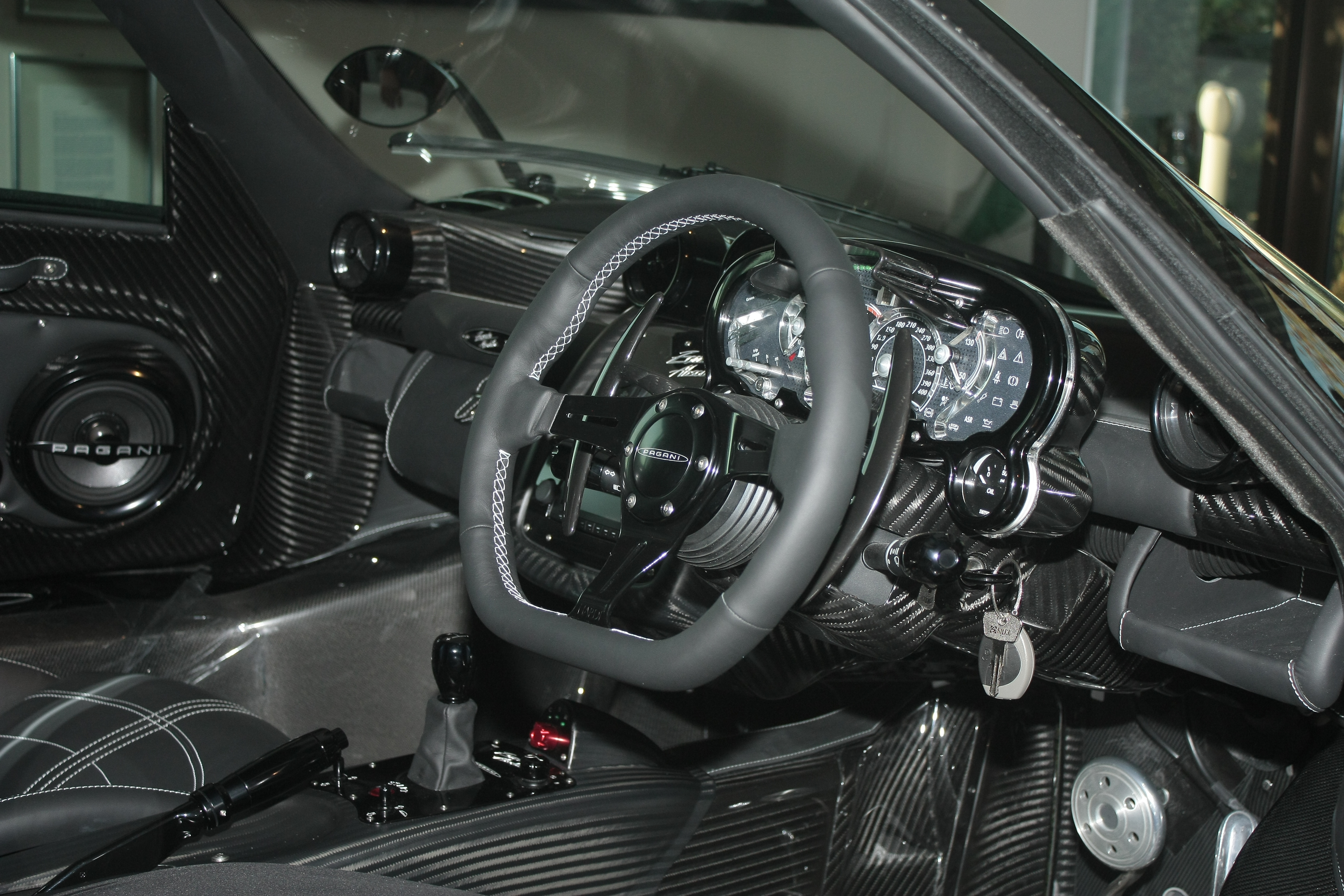
パガーニ・ゾンダ・アブソリュート（通常のシフトレバーと併用）
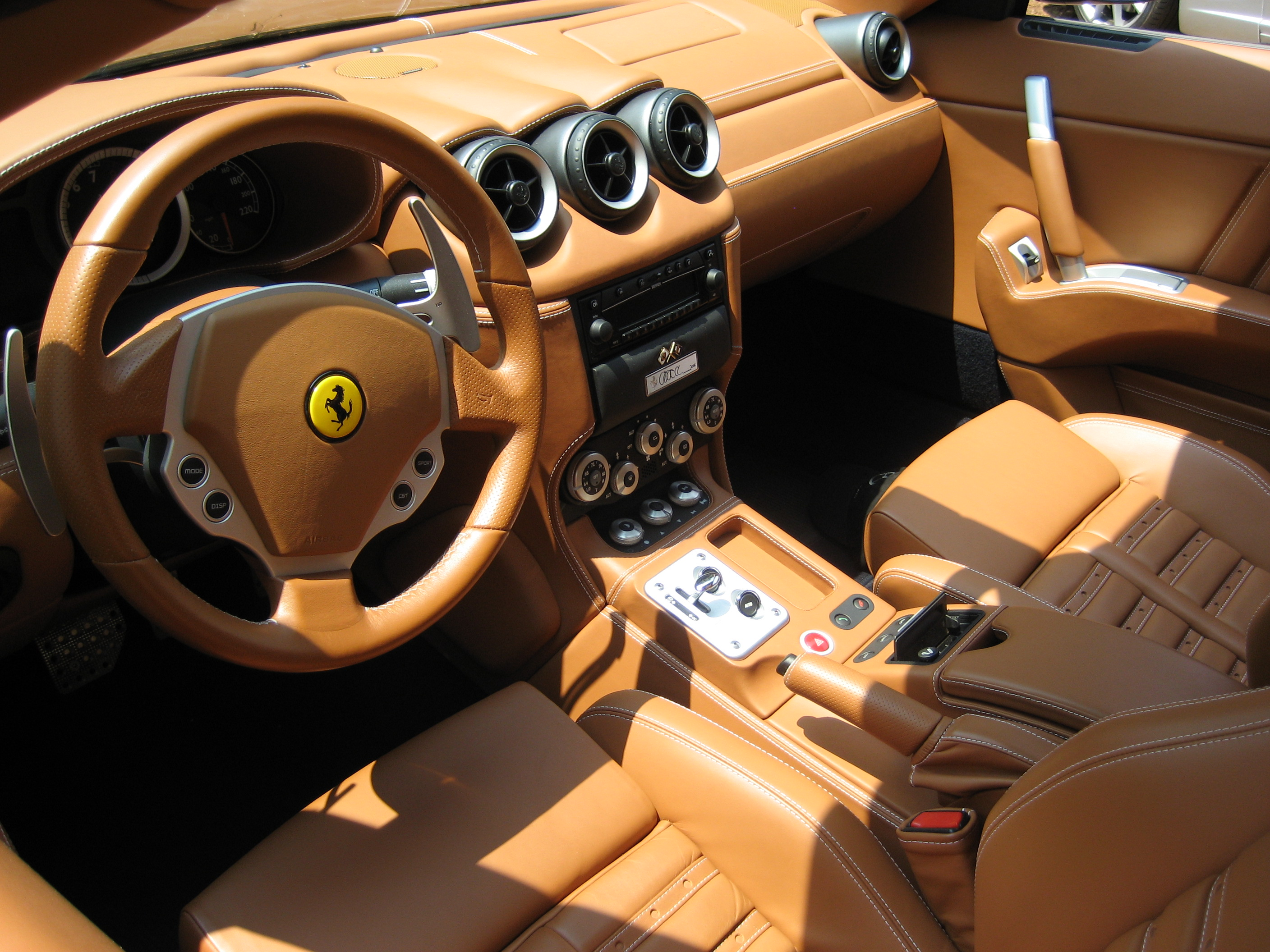
フェラーリ・612スカリエッティ（前進と後進を切り替えるレバーがある）
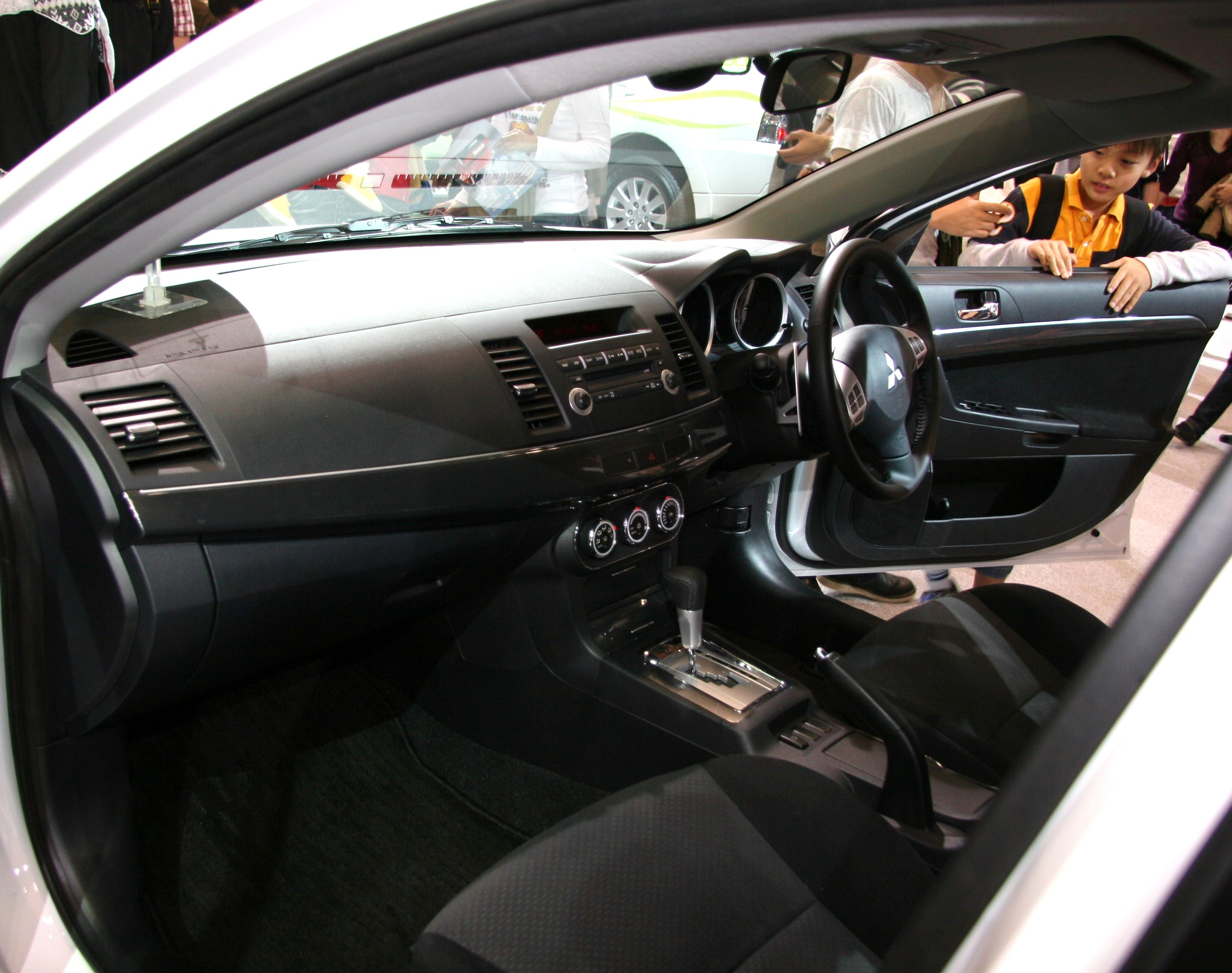
三菱・ギャランフォルティス（上級グレード及びディーラーオプションを選択することでパドルシフトが追加された）

## オートバイ
オートバイの場合には、今日ではほとんどの車種で足で操作して変速するフットシフト(英: Foot Shift)が用いられるが、1960年代以前には手で操作するハンドシフト(英: Hand Shift)の車種も見られた。

### ハンドシフト
ハンドシフトには大きく分けてタンクシフト (Tank Shift)、ジョッキーシフト (Jockey Shift)、グリップシフト (Grip Shift) の3種類に大別される。
タンクシフトは、燃料タンクの側面に設けられたシフトレバーがリンケージを介して変速機に接続されるもので、最も初期から存在する形式である。同じリンケージを介する形式でも、シフトレバーの位置を大きく変更する目的でフレームにシフトレバーの台座を設置する場合もあり、こうしたものはアメリカの白バイ向け車両に多く用いられたことからポリスシフトとも呼ばれている。
ジョッキーシフトはリンケージを介さずに変速機に直接シフトレバーを連結するもので、更に狭義にはシフトレバーをフットレスト後方まで伸ばして後車軸の手前付近に配置するものを示す。このように配置された場合、シフト操作があたかも馬に鞭を入れるように見えることから、このような名称で呼ばれる。
タンクシフト、ジョッキーシフトとも、片手をハンドルから離してのシフトレバー操作が必要な方式である。このタイプの場合、ある程度安定性のあるサイドカーや三輪モデルでない通常の単車型オートバイでは、走行中に極めて不安定な状態に陥りかねず、しばしば横転事故の原因となった（この種の事故は、古い時代のハーレーダビッドソン車やそのライセンス生産車の陸王などで頻発した。ことに重量の大きな大型オートバイでは致命的な事態を招きがちだった）。従って、より安全性の高いフットシフトの普及に伴って市場からは淘汰されていった。
グリップシフトは今日の自転車の変速機でも広く見られる、ハンドルバーのグリップを回して変速を行うもので、旧式のベスパで用いられている。

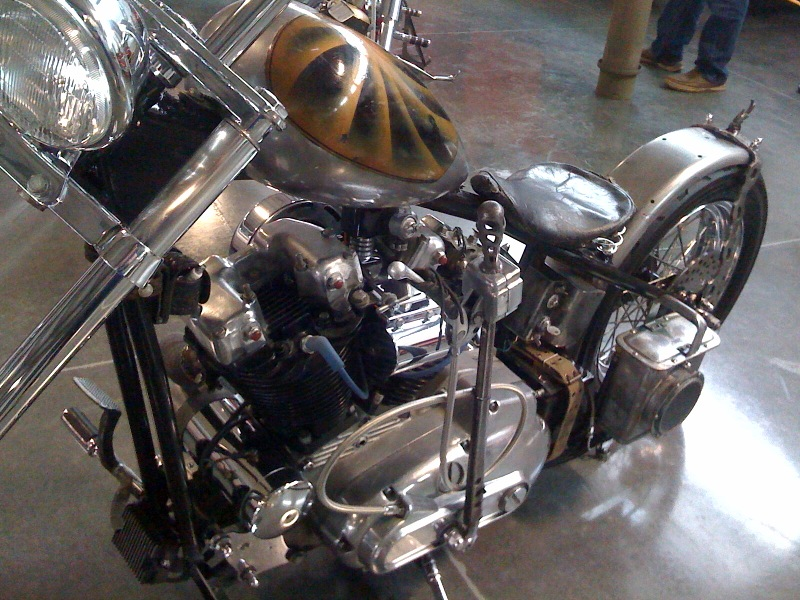
ハーレーダビッドソンのジョッキーシフト仕様チョッパー。タンクの横にレバーを配置する比較的オーソドックスなスタイル。
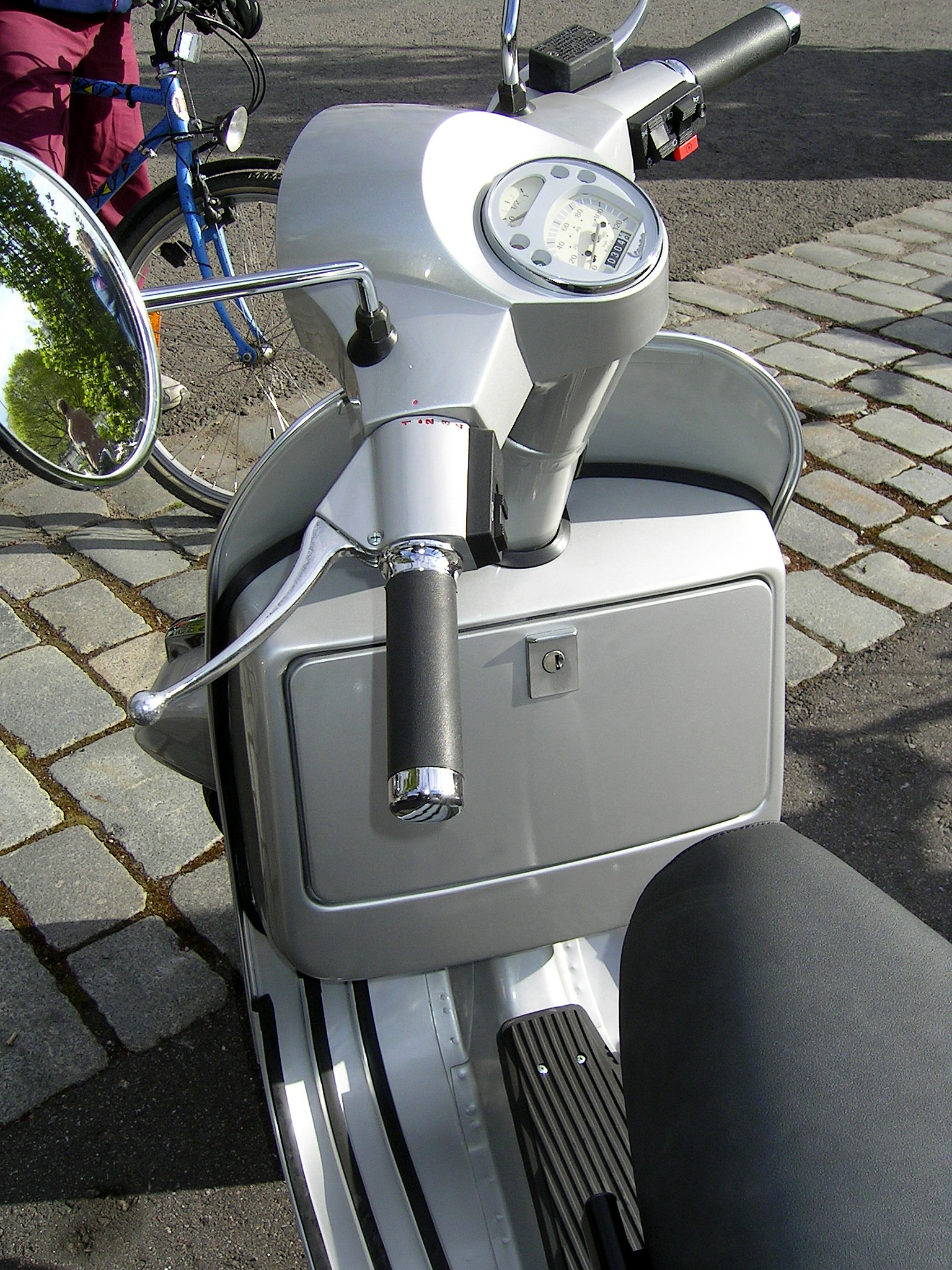
グリップ部分にシフト機構が組み込まれたベスパ・PX。

### フットシフト
フットシフトのシフトレバーは足で操作することからシフトペダル(英: shift pedal)と呼ばれる場合が多い。一端を軸によって支持されたレバーの他端を、足の裏で踏む操作と足の甲で引き上げる操作で変速する方式が主流となっている。先端の操作部には滑り止めのついた突起が車体の横方向へ突出していて、外観形状からシフトペグ(英: shift peg)とも呼ばれる。あるいは、中心を軸で支持されたレバーの両端のどちらか一方を足の裏で踏む操作のものもあり、操作部は平らな板状となっているが、足の甲で引き上げる操作を考慮し前方に伸びたレバー端のみ軸状とした車種もある。クルーザーやビジネスバイクなどに見られ、シーソーペダル(英: seesaw pedal)とも呼ばれる。いずれの場合も、シフトレバーがトランスミッションから突き出したスピンドル（軸）に直接固定されるものと、リンケージを介して操作を伝達するものがある。
今日のようなフットシフトメカニズムを初めて導入したのはイギリスのベロセットで、1934年の事である。その後多くのメーカーがこの機構を採用したが、1936年のBMWのように、フットシフトを採用しながらも非常用にハンドシフトレバーも併設する例が普及の当初には見受けられた。

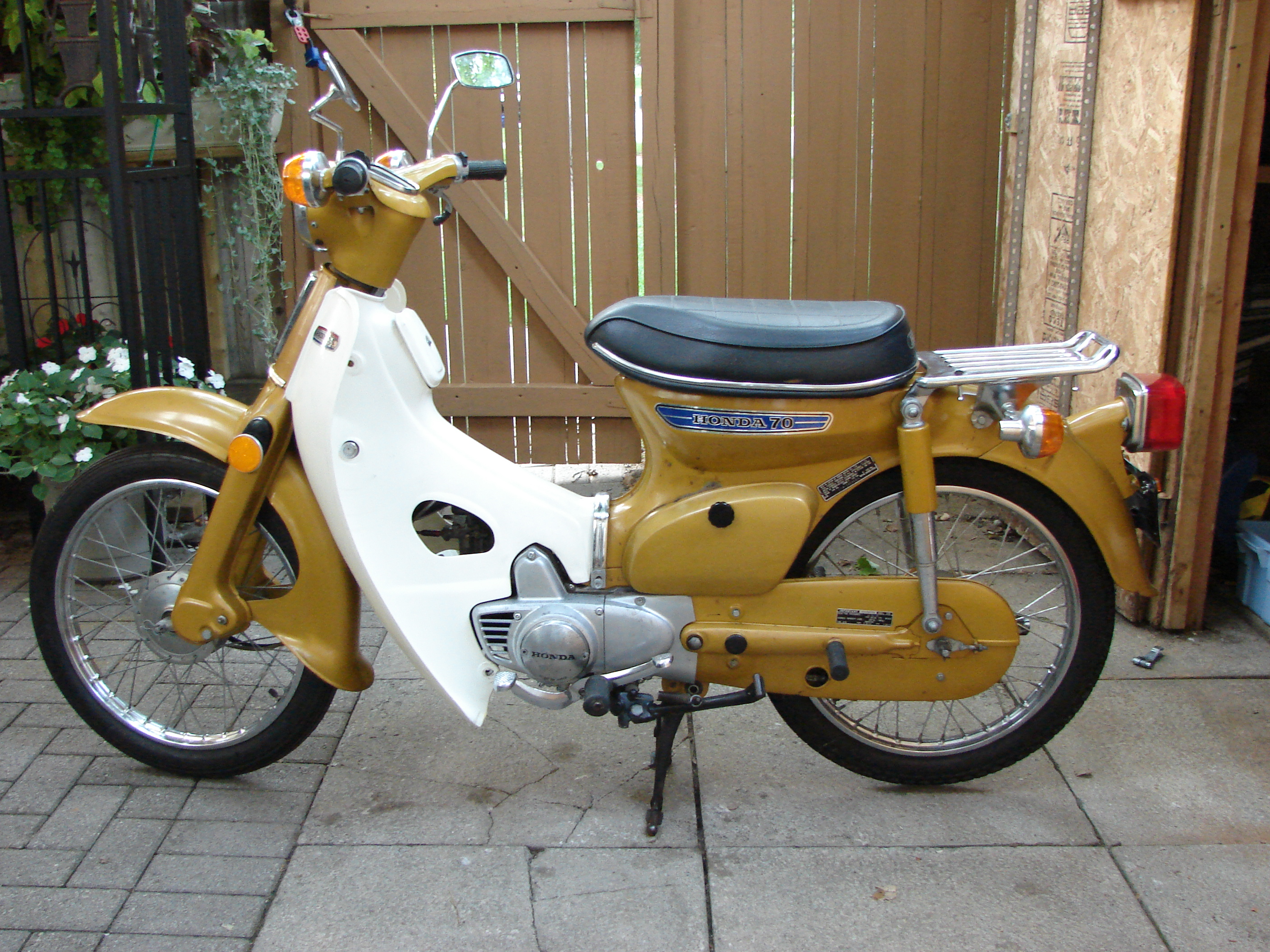
シーソーペダルを採用する代表例、ホンダ・スーパーカブ (en:Honda_C70)
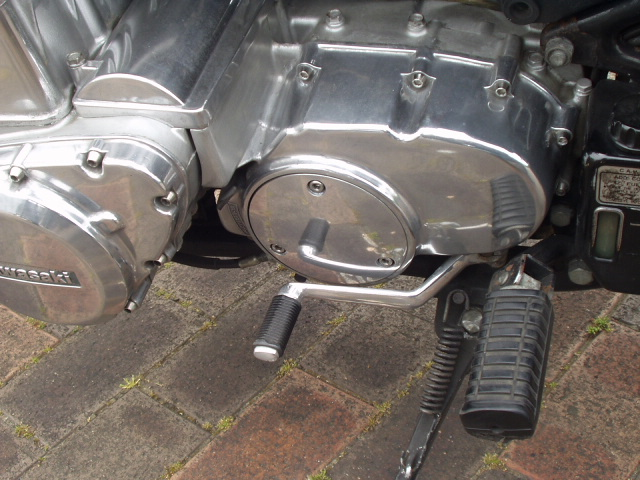
リンケージを介さないリターンペダルの例、カワサキ・Z1300
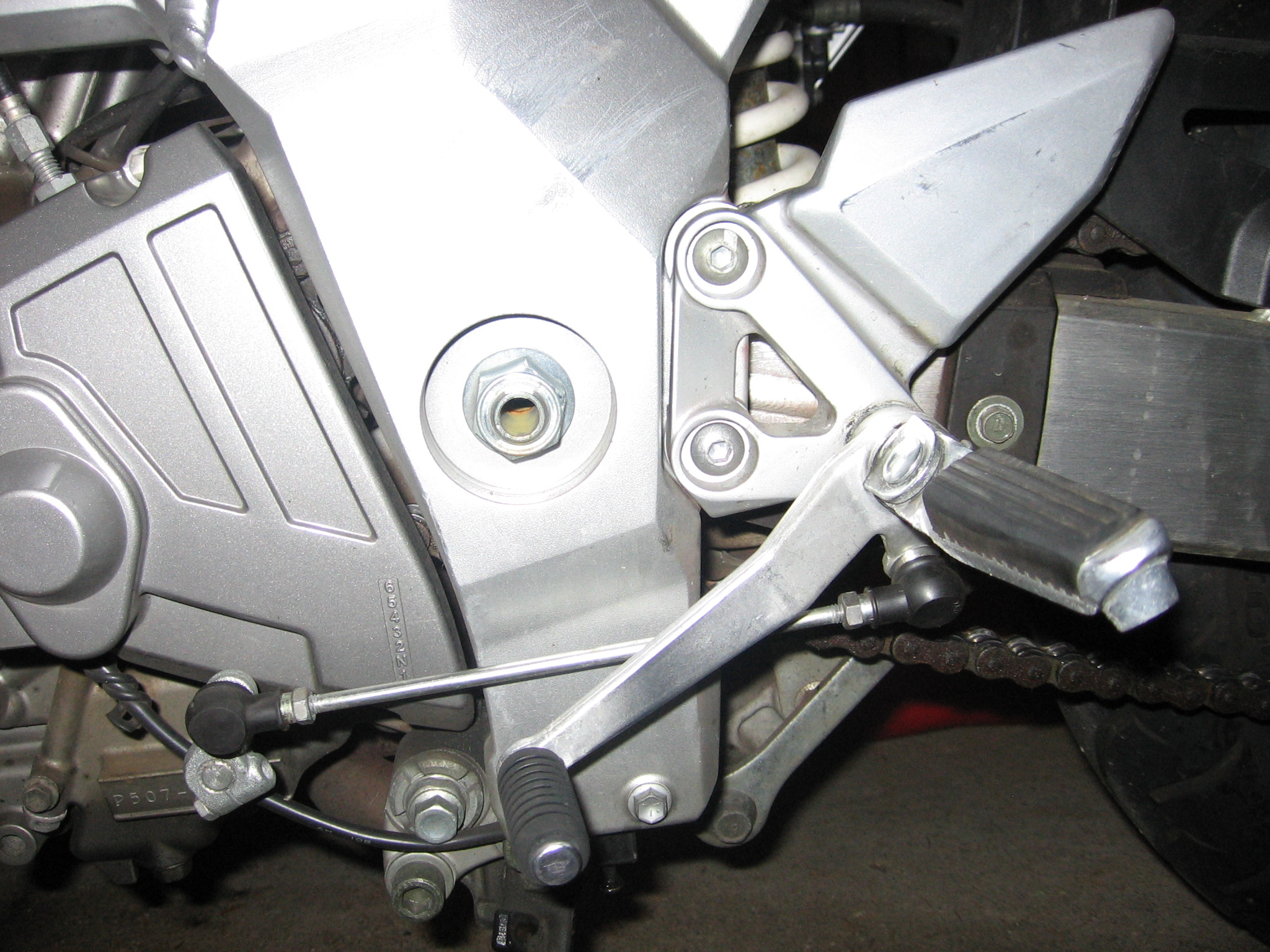
バックステップによるライディングポジションの改善の為にリンケージペダルを採用する例、スズキ・SV650S